# Димитър Нанкинов
Димитър Николов Нанкинов е български орнитолог, професор, доктор на биологичните науки. 

## Биография
Роден е на 5 септември 1942 г. в село Триводици, Пловдивско. Учи в Пловдивския университет, след втори курс заминава за Ленинград, където продължава образованието си в Биологическия факултет на Ленинградския държавен университет. След дипломиране печели конкурс за аспирантура към същия факултет под ръководство на професор А. С. Малчевский. Завръща се в България през 1972 г. и по покана на тогавашния директор Александър Вълканов постъпва на работа в Института по зоология при Българската академия на науките, където работи до 2010 г. Женен е, има две деца и три внучки.
През 1971 г. Димитър Нанкинов защитава кандидатска (по сегашните стандарти – докторска) дисертация в Ленинградския университет и получава научната степен Кандидат на биологичните науки.
През 1975 г. Димитър Нанкинов е назначен за завеждащ Българската орнитологическа централа (едно от най-старите звена в структурата на Института по зоология, работещо още от пролетта на 1928 г.), която ръководи до 2010 г. През този период се създава масова кореспондентска мрежа на Централата из цялата страна, която постепенно достига до 700 души. Създадени са три теренни орнитологически станции и няколко стационара. Само за пет години капацитетът на Централата се увеличава 66 пъти. Централата поддържа контакти с над 30 страни в света. Започват да работят постоянните орнитологически стационари в Белоградчик, Драгичево, Ропотамо, Чернелка, а по-късно – Калиакра, Кюстендил, Стълпище и Лесово.
През 1977 г. Димитър Нанкинов организира издаването на първото българско орнитологическо списание „Орнитологически информационен бюлетин“, който излиза до 1988 г. Общо са публикувани 24 броя, където участват 86 български и чуждестранни автори. Материали от бюлетина са реферирани в редица европейски списания, такива като: „Alauda“ (Франция), „Der Falke“, „Bonner Zoologische Beitrage“ (Германия), „Aquila“ (Унгария), „Acrocephalus“ (Словения), „Орнитология“ и „Реферативный журнал“ (Русия), „Вестник зоологии“ (Украйна), „Notatki Ornitologiczne“ (Полша), „Travaux du Museum d’histoire Naturelle“ (Румъния) и др.
През 1988 г. Димитър Нанкинов създава и в продължение на 22 години ръководи Школа по орнитология и природозащита, в която безплатно чете лекции (над 80 часа годишно) и провежда практически семинари. В Школата преминават обучение над 300 души.
През 1994 г., в Санктпетербургския университет, Димитър Нанкинов защитава докторска дисертация на тема „Миграция и зимуване на птиците на Балканския полуостров“ и получава научната степен Доктор на биологичните науки. През 1996 г. е избран за Професор по екология и опазване на екосистемите. През 2003 – 2004 г. е ръководител на проект „Натура-2000. Опазване на видовете и хабитатите в България. Сближаване с Европейския съюз.“ Формира и обучава екипи от експерти (37 души). Разработена е методика за работа. Проведена е инвентаризация на животинския свят (безгръбначни животни, риби, земноводни, влечуги, птици и бозайници) и са определени границите на потенциалните места за Европейската екологична мрежа Натура 2000.
Умира на 24 юли 2018 г. в София. Погребан е в родното си село Триводици, Пловдивско.

## Членства
От 2005 г. Димитър Нанкинов е член на Съюза на учените в България. През 2006 г., за заслуги в развитието на орнитологическата наука и за съществен принос в проучването на миграциите на птиците в Евразия, е избран за академик – чуждестранен член на Руската академия на естествените науки – РАЕН в Москва. От 2015 г. е член на Съюза на българските журналисти. През 2015 г. е избран и за член на Руското географско дружество в Москва.

### Проектна дейност
Димитър Нанкинов участва в 54 национални и международни изследователски проекта, а на 26 от тях е ръководител. Сред тях са „Натура-2000“, Национален план за действие за опазване на биологичното разнообразие, миграции на птиците, редки, защитени и застрашени видове животни, чужди видове птици в Европа, градска екология, зимни запаси на птици, нормативи за регулиране числеността и опазване на птиците, опазване на животинския генетичен фонд, сукцесивно развитие на лимнически екосистеми, проблеми на слънчево-земните въздействия, древнобългарски имена на птиците и т.н. По негова инициатива са направени първите изследвания в България за гибелта на птиците по електропроводите и по пътищата, както и за конфликтните ситуации между птиците и авиацията.

### Научна и научно-популярна дейност
Димитър Нанкинов публикува над 1000 труда, предимно в областта на биоразнообразието, на 9 езика в 25 страни в света. Автор или съавтор е на 20 монографии, сред които „Птиците на град София“, „Фауна на България – Птици“, „Червена книга на България“, „Червена книга на Черно море“, „Застрашените животни в България“, „Миграции на птиците в Източна Европа и Северна Азия“, „Чуждите видове птици в Европа“, „Изследвания върху Фауната на България“, „Древнобългарски имена на птиците“, „Систематичен списък, статус и имена на птиците в България“, „Каталог на българската орнитофауна“, а също четириезичен „Зоологически речник“, „Определител на гръбначните животни“, „Нормативи за регулиране числеността и опазване на птиците в населените места и крайселищните територии на България“, „Бекасът“, „Пъдпъдъкът“ и други. 
Копия от неговите книги се съхраняват в Библиотеката на Конгреса във Вашингтон, в библиотеката на Станфордския университет, в библиотеките на Оксфорд, Париж, Москва, Петербург и други.
Публикува научнопопулярни и публицистични статии не само в България, но и в Полша, Германия, Дания, Франция, Испания, Италия, Русия и Хърватия. Работи по създаването на многосериен италианско-български игрален филм, както и на научнопопулярни филми. Консултира множество филми по Българската телевизия. Участва с доклади в работата на 124 научни конгреси, конференции, съвещания, симпозиуми, от които 83 – международни.
Повечето от изследванията на Димитър Нанкинов имат национално и международно научно-приложно значение не само за природозащитата, селското, горското и ловното стопанство, но и за здравеопазването и отбраната на страната. Димитър Нанкинов неведнъж е избиран за член на известни международни научни институции. Сред тях са Международният орнитологически комитет (със седалище в Ню Йорк, САЩ), Международният комитет, изследващ конфликтните ситуации между птиците и авиацията (Канада), Международната работна група „Екологични основи за оптимално използване и охрана на биогеоценозите“ (Москва), Постоянната комисия по Приложна орнитология към Международния орнитологически комитет (Канада), Международната група, изучаваща дъждосвирцоподобните птици (Великобритания), Международната фондация за изследване на хищните птици (САЩ), Комисията за видово оцеляване към Световния съюз за защита на природата (IUCN Species Survival Commission – Швейцария), Експертната група по жеравите към същата Комисия и към Международната фондация за жеравите в САЩ (IUCN – SSC/ICF Crane Specialist Group), Съветът на МЕДМАРАВИС (MEDMARAVIS) – организацията, изучаваща и опазваща морските птици в Средиземноморието (Франция), Международният ловен съюз – работна група, изследваща миграцията на птиците в Западна Палеарктика (Франция), Световният съюз за защита на природата, изучаващ застрашените от изчезване водоплаващи птици (IUCN, Threatened Waterfowl Specialist Group – Слимбридж, Великобритания) и др.